# Parco nazionale Forlandet
Il parco nazionale Forlandet è un parco nazionale marino della Norvegia, nella contea delle Svalbard. È stato istituito nel 1973 e occupa una superficie totale di 4647 km², di cui
616 km² sulla terraferma e 4031 km² in acqua.